# Championnat d'Australie de football 1994-1995
Navigation
Saison précédente Saison suivante
La saison 1994-1995 du Championnat d'Australie de football est la dix-neuvième édition du championnat de première division en Australie.
La NSL (National Soccer League) regroupe treize clubs du pays au sein d'une poule unique, où ils s'affrontent deux fois au cours de la saison régulière, à domicile et à l'extérieur. Le titre se dispute entre les six premiers de la première phase par le biais des play-off. Il n'y a ni promotion, ni relégation en fin de saison.
C'est le club de Melbourne Knights qui remporte la compétition après avoir battu lors du Grand Final le tenant du titre, Adelaide City FC. C'est le tout premier titre de champion d'Australie de l'histoire du club, qui réussit même le doublé en s'imposant en finale de la Coupe d'Australie, face à Heidelberg United.

## Les clubs participants
| - Marconi Fairfield - Wollongong Wolves - Adelaide City FC - Morwell Falcons - Sydney Olympic FC - Brisbane Strikers FC - Parramatta Eagles | - Heidelberg United - South Melbourne FC - Melbourne Knights - Melbourne Zebras - Sydney United - West Adelaide SC |

## Compétition

### Phase régulière
Le barème utilisé pour établir le classement est le suivant :
- Victoire : 4 points
- Match nul et victoire après les tirs au but : 2 points
- Match nul et défaite après les tirs au but : 1 point
- Défaite : 0 point

| Rang | Équipe               | Pts | J  | G  | N   | P  | Bp | Bc | Diff |
| ---- | -------------------- | --- | -- | -- | --- | -- | -- | -- | ---- |
| 1    | Melbourne KnightsC   | 70  | 24 | 16 | 2/2 | 4  | 56 | 25 | +31  |
| 2    | Adelaide City FCT    | 69  | 24 | 16 | 1/3 | 4  | 41 | 20 | +21  |
| 3    | Sydney United        | 68  | 24 | 15 | 3/2 | 4  | 34 | 19 | +15  |
| 4    | Morwell Falcons      | 47  | 24 | 8  | 4/7 | 5  | 41 | 37 | +4   |
| 5    | West Adelaide SC     | 45  | 24 | 8  | 5/3 | 8  | 28 | 32 | -4   |
| 6    | South Melbourne FC   | 44  | 24 | 9  | 3/2 | 10 | 42 | 36 | +6   |
| 7    | Brisbane Strikers FC | 41  | 24 | 8  | 3/3 | 10 | 34 | 32 | +2   |
| 8    | Wollongong Wolves    | 38  | 24 | 8  | 2/2 | 12 | 39 | 46 | -7   |
| 9    | Sydney Olympic FC    | 37  | 24 | 8  | 1/3 | 12 | 27 | 34 | -7   |
| 10   | Marconi Fairfield    | 35  | 24 | 6  | 4/3 | 11 | 34 | 43 | -9   |
| 11   | Melbourne Zebras     | 34  | 24 | 6  | 4/2 | 12 | 20 | 37 | -17  |
| 12   | Parramatta Eagles    | 33  | 24 | 7  | 2/1 | 14 | 25 | 34 | -9   |
| 13   | Heidelberg United    | 28  | 24 | 6  | 1/2 | 15 | 27 | 53 | -26  |

|  | Qualification pour les play-off                                                            |
|  | Relégation en championnat régional                                                         |
|  | T: Tenant du titre C: Vainqueur de la Coupe d'Australie P: Promu en National Soccer League |

- Melbourne Zebras, Parramatta Eagles et Heidelberg United sont exclus de la National Soccer League en fin de saison en raison de leur situation financière critique.

### Play-offs
|          | Premier tour       | Premier tour                    | Premier tour |                                                                                                |  | Demi-finale | Demi-finale        | Demi-finale | Demi-finale |  |  | Petite finale      | Petite finale |  |  | Finale            | Finale |
|          |                    |                                 |              |                                                                                                |  |             |                    |             |             |  |  |                    |               |  |  |                   |        |
|          |                    |                                 |              |                                                                                                |  |             |                    |             |             |  |  |                    |               |  |  |                   |        |
|          |                    |                                 |              |                                                                                                |  | 2           | Adelaide City FC   | 1           | 2           |  |  |                    |               |  |  |                   |        |
|          |                    |                                 |              |                                                                                                |  | 1           | Melbourne Knights  | 0           | 1           |  |  |                    |               |  |  |                   |        |
|          |                    |                                 |              |                                                                                                |  |             |                    |             |             |  |  |                    |               |  |  | Adelaide City FC  | 0      |
|          |                    |                                 |              |                                                                                                |  |             |                    |             |             |  |  |                    |               |  |  | Melbourne Knights | 2      |
|          | West Adelaide SC   | 1                               | 0            |                                                                                                |  |             |                    |             |             |  |  | Melbourne Knights  | 3             |  |  |                   |        |
|          | Sydney United FC   | 1                               | 1            |                                                                                                |  |             |                    |             |             |  |  | South Melbourne FC | 2             |  |  |                   |        |
|          |                    |                                 |              |                                                                                                |  |             | Sydney United FC   | 1           |             |  |  |                    |               |  |  |                   |        |
|          |                    |                                 |              |                                                                                                |  |             | South Melbourne FC | 3           |             |  |  |                    |               |  |  |                   |        |
|          | Morwell Falcons    | 0                               | 1            |                                                                                                |  |             |                    |             |             |  |  |                    |               |  |  |                   |        |
|          | South Melbourne FC | 1                               | 5            |                                                                                                |  |             |                    |             |             |  |  |                    |               |  |  |                   |        |
|          |                    |                                 |              | \| Légende: \| \| Progression de l'équipe défaite \| \| Progression de l'équipe victorieuse \| |  |             |                    |             |             |  |  |                    |               |  |  |                   |        |
| Légende: |                    | Progression de l'équipe défaite |              | Progression de l'équipe victorieuse                                                            |  |             |                    |             |             |  |  |                    |               |  |  |                   |        |

## Bilan de la saison
| Championnat d'Australie de football 1994-1995 |                               |
| Champion                                      | Melbourne Knights (1er titre) |
| Coupes et trophées                            |                               |
| Vainqueur de la Coupe d'Australie 1994-1995   | Melbourne Knights             |
| Promotions et relégations                     |                               |
| Promus en Championnat d'Australie de football | Newcastle Breakers            |
| Promus en Championnat d'Australie de football | Canberra Cosmos               |
| Relégués                                      | Melbourne Zebras              |
| Relégués                                      | Parramatta Eagles             |
| Relégués                                      | Heidelberg United             |